# Glienicker Brücke

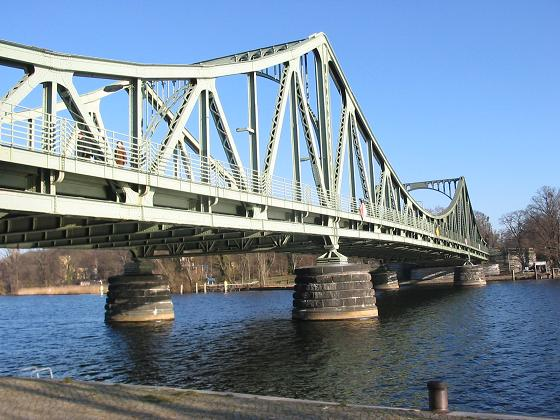
Pohled z postupimské strany k Jungfernsee

Glienicker Brücke je most přes řeku Havola, který spojuje území města Berlín (čtvrť Wannsee) s Postupimí. 
Most je 128 metrů dlouhý, 22 metrů široký, vzdálenost pilířů je 74 metrů. Stavba započala v roce 1906 a most byl otevřen 16. listopadu 1907.
Sovětský svaz a Spojené státy použily během studené války tento most celkem třikrát k vzájemné výměně dopadených špiónů. V médiích je proto často označován jako Most špionů. Z mostu je zároveň viditelný přilehlý park Babelsberg a zámek Glienicke. 

## Výměny

### 1. výměna
Poprvé si supervelmoci vyměnily své zajatce 10. února 1962. Byli to:
- sovětský špion v USA plukovník Rudolf Ivanovič Abel
- americký pilot kapitán Francis Gary Powers, který byl sestřelen při výzvědném letu letadlem U-2 nad SSSR v roce 1960.

Na této výměně je založen děj filmu Most špionů.

### 2. výměna
Druhá výměna se konala 12. července 1985. Jednalo se o výměnu:
- 23 vězňů režimu NDR (podle NDR „amerických agentů“) mezi nimi Eberhard Fätkenheuer, Werner Jonsek (jehož žena, Renate Jonsek, dobrovolně v NDR zůstala, stejně jako další osoba)
- za 4 sovětské agenty zadržené CIA na Západě.

### 3. výměna
Nejznámější je třetí výměna. 11. února 1986 byli vyměněni:
- Anatolij Šaranský, podle USA bojovník za lidská práva a politický vězeň, podle SSSR americký agent
- Wolf-Georg Frohn, občan NDR
- Jaroslav Javorský, občan ČSSR, syn tenisty Jiřího Javorského, po 1968 žijící v SRN a 13 let v ČSSR vězněný za pokus v roce 1977 dostat z Bulharska svou českou dívku s vypůjčeným německým pasem

- Dietrich Nistroy, občan SRN

za
- Hanu Köcherovou, agentka KGB v USA, občanka ČSSR
- Karla Köchera, agent KGB v USA, občan ČSSR
- Jevgenije Semljakova, občan SSSR
- Jerzyho Kaczmarka, agent PLR
- Detlef Scharfenorth